# Cul

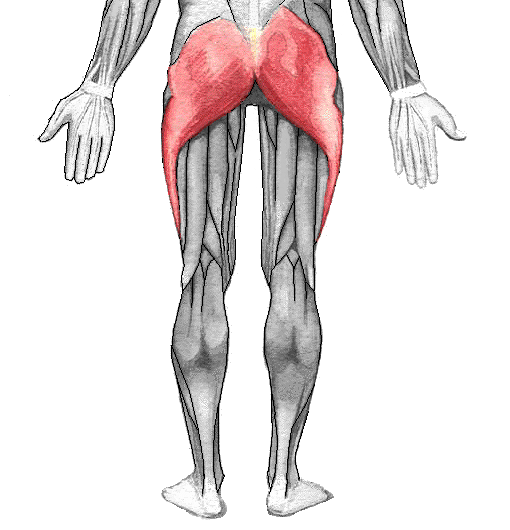
El gluteus maximus és un dels músculs del cul.

El cul o natges està constituït principalment pels tres músculs glutis (gluti major, gluti mitjà i gluti menor), els quals serveixen per a l'elevació i el sosteniment de la pelvis, l'extensió, l'abducció i la rotació del fèmur i l'abducció i la rotació de la cuixa.
En l'ésser humà, part inferoposterior del tronc sobre la qual descansa el cos quan seu. És format per la pell, el teixit subcutani, l'aponeurosi glútia i els músculs: gluti major (en els humans, s'ha anat desenvolupant més per l'adopció del bipedisme), gluti mitjà i gluti menor. En els animals, zona carnosa que envolta l'anus.
L'esteatopígia o acumulació de greix en les natges es considera una característica adaptativa primitiva molt estesa en la prehistòria i encara és un tret present en algunes poblacions humanes.

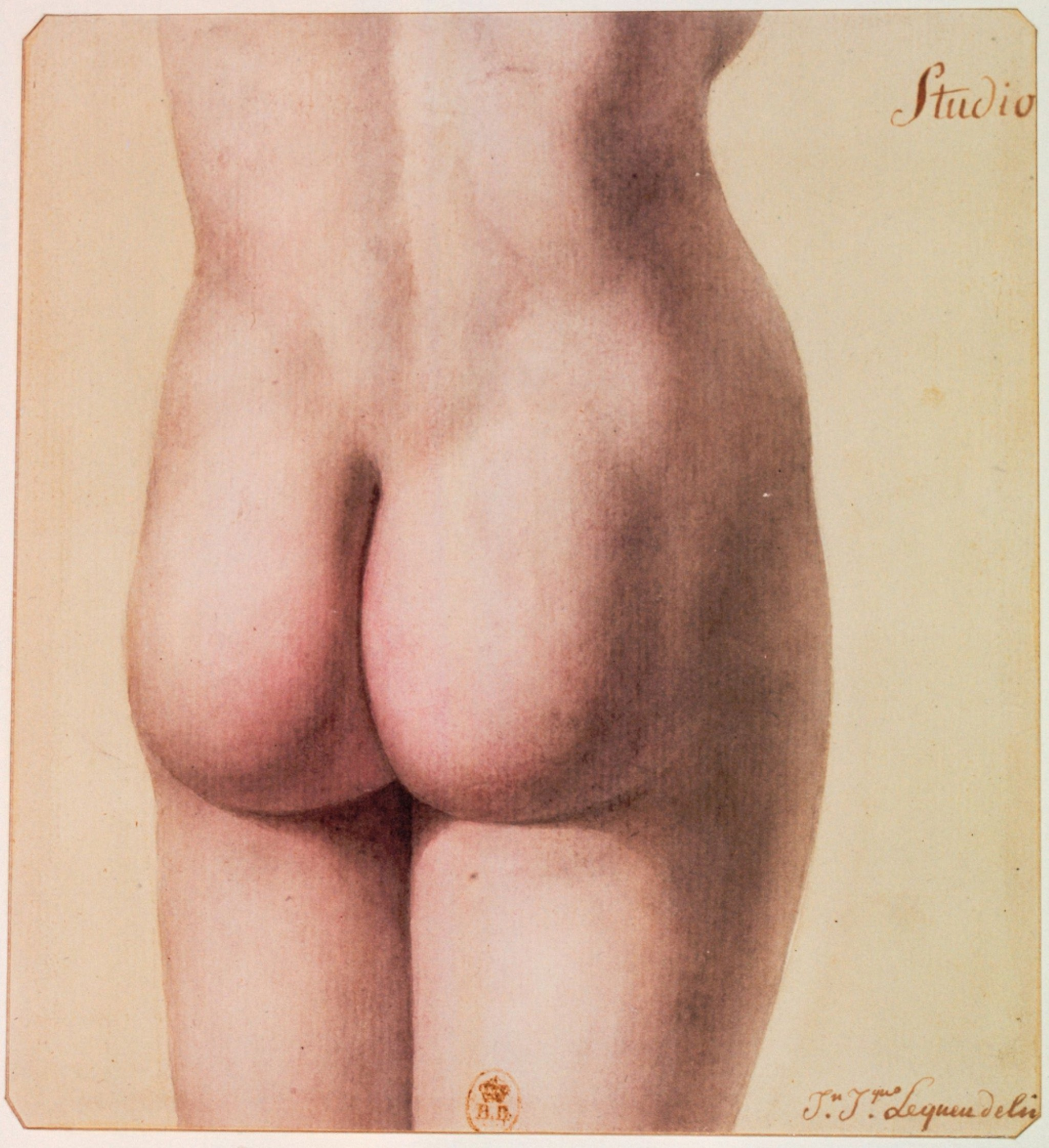
Jean-Jacques Lequeu (c. 1785).
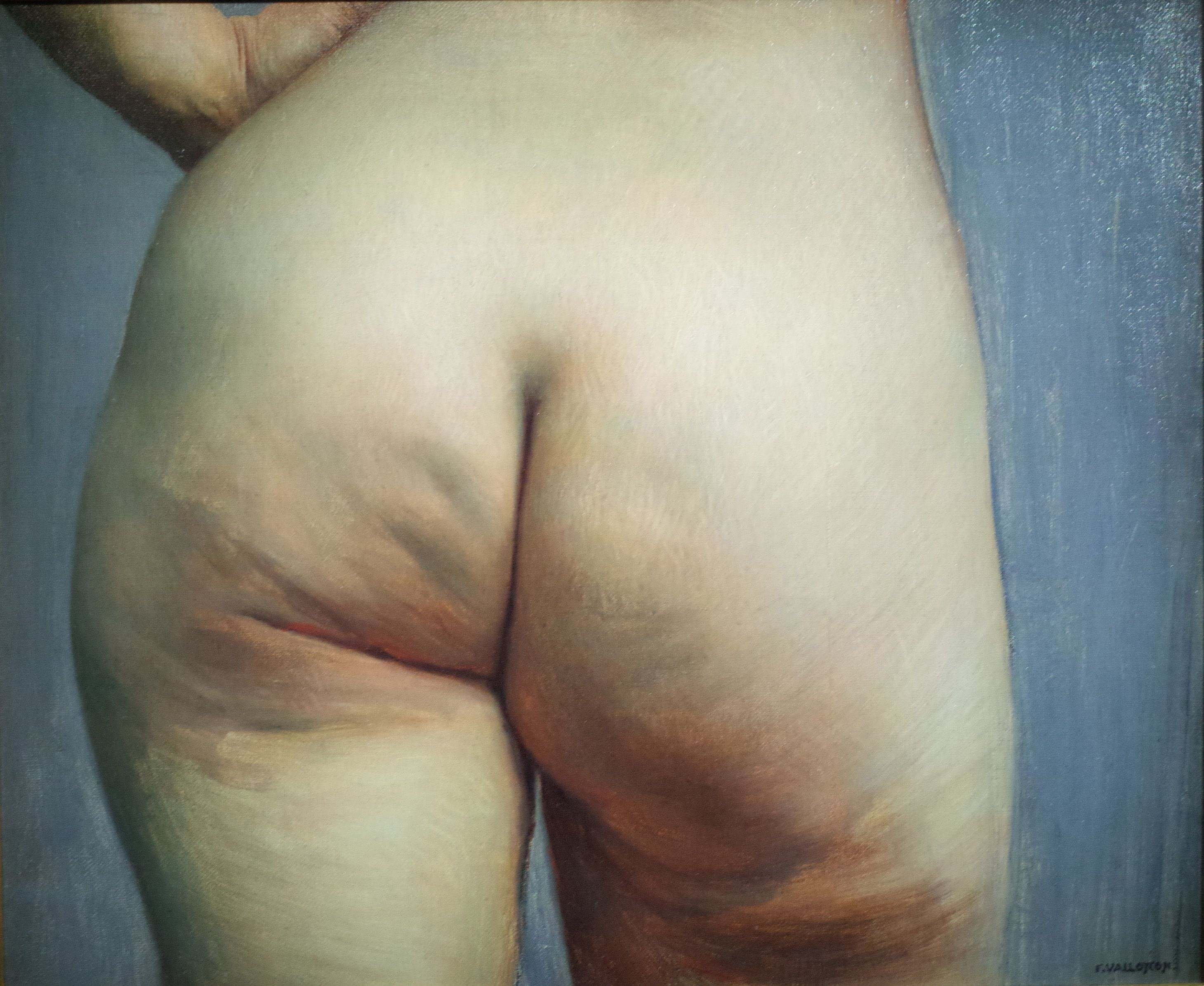
Félix Vallotton (c. 1884).